# Alexander Koll (Skirennläufer)
Alexander Koll (* 24. Mai 1982 in Linz, Oberösterreich) ist ein ehemaliger österreichischer Skirennläufer. Er war vor allem in der Disziplin Slalom erfolgreich. Koll fuhr im Weltcup dreimal unter die schnellsten 15, entschied in der Saison 2006/2007 die Slalomwertung des Europacups für sich, gewann bei den Juniorenweltmeisterschaften 2002 die Bronzemedaille im Slalom und wurde zweimal österreichischer Slalommeister.

## Biografie
Alexander Koll ist ein Sohn des Biathleten Josef Koll. Nach der Volksschule in seinem Heimatort Eidenberg besuchte er ab 1992 die Skihauptschule in Windischgarsten und von 1996 bis 2001 das Skigymnasium in Stams. Nationalen und internationalen Erfolgen im Schüler- und Nachwuchsbereich folgten im Winter 1997/1998 die ersten Starts bei FIS-Rennen. 1999 wurde das Mitglied der Sportunion Freistadt Oberösterreichischer Landesmeister im Slalom. Im selben Jahr erlitt Koll zwei Verletzungen. Zunächst zog er sich am 22. März beim Abfahrtstraining der österreichischen Meisterschaften eine Kompressionsfraktur des achten Brustwirbelkörpers zu, danach erlitt er am 19. September beim Fußballspielen eine Sehnenverletzung im Oberschenkel.
Im Jahr 2000 wurde Koll in den Nachwuchskader des Österreichischen Skiverbandes (ÖSV) aufgenommen. Dem ersten Podestplatz in einem FIS-Rennen folgte sechs Tage später, am 22. Jänner 2001, der erste Start im Europacup. Nach den ersten Siegen in FIS-Rennen wurde er für die Juniorenweltmeisterschaften 2002 in Tarvis nominiert, wo er die Bronzemedaille in der Kombination gewann und Vierter im Slalom wurde. Die folgende Saison 2002/2003 war für Koll schon früh zu Ende. Er erlitt am 20. Dezember bei einer Europacupabfahrt in Laax einen Drehbruch des Oberschenkels und konnte im Rest des Winters an keinen Wettkämpfen mehr teilnehmen. In der Folge konzentrierte er sich zunehmend auf die Disziplin Slalom.
Nach weiteren Siegen in FIS-Rennen erreichte Koll in der Saison 2004/2005 die ersten Top-10-Platzierungen im Europacup. Der erste Podestplatz in dieser Rennserie folgte am 13. Dezember 2005 mit Platz drei im Slalom von Alta Badia. Kurz davor hatte Koll an seinen ersten beiden Weltcuprennen teilgenommen, bei denen er noch ohne Punkte geblieben war. Die ersten Weltcuppunkte gewann er am 24. Jänner 2006 mit Platz 22 im Nachtslalom auf der Schladminger Planai. Ab der Saison 2006/07 war Koll regelmäßig im Weltcup am Start, wobei er neben Slaloms auch an Super-Kombinationen teilnahm. Er fuhr in diesem Winter in vier Weltcuprennen unter die schnellsten 20 und erreichte als bestes Ergebnis den 14. Platz im Slalom der Hahnenkammrennen in Kitzbühel. Daneben war er weiterhin im Europacup aktiv, wo er in der Saison 2006/2007 mit zwei Siegen in den Slaloms von Donnersbachwald und Oberjoch die Slalomwertung für sich entschied und Rang zwei in der Gesamtwertung belegte. Bei den Österreichischen Meisterschaften 2007 wurde er Staatsmeister im Slalom.
Im Winter 2007/08 konzentrierte sich Koll weitgehend auf den Weltcup. Zu Saisonbeginn erreichte er mit dem zwölften Platz im Slalom auf der Reiteralm das beste Weltcupergebnis seiner Karriere, danach konnte er bis Mitte Jänner noch zweimal mit Platzierungen um Rang 15 punkten, darunter mit Platz 14 in der Super-Kombination des Lauberhornrennens in Wengen sein bestes Weltcupresultat in dieser Disziplin. Im Rest des Winters konnte er allerdings kein zählbares Resultat mehr vorweisen, weshalb er auch wieder verstärkt im Europacup zum Einsatz kam. Nachdem Koll in der Weltcupsaison 2008/09 nur einmal als 16. des Slaloms von Schladming punkten konnte, er zudem auch im Europacup wegen vieler Ausfälle ohne Erfolge blieb, verlor er im Frühjahr 2009 die ÖSV-Kaderzugehörigkeit. Er wurde im nächsten Winter dennoch ins Team der Halleneuropameisterschaft am 7. November 2009 einberufen und erreichte dort als bester Österreicher den fünften Platz. Danach konnte er in der Saison 2009/10 wieder an vier Weltcuprennen teilnehmen, holte aber nie Punkte. Im Europacup fuhr er einmal unter die besten zehn. Im März 2010 wurde Koll zum zweiten Mal Österreichischer Slalom-Staatsmeister, danach beendete er seine Karriere.

## Erfolge

### Weltcup
- 3 Platzierungen unter den besten 15

### Europacup
- Saison 2005/06: 8. Slalomwertung
- Saison 2006/07: 2. Gesamtwertung, 1. Slalomwertung, 4. Kombinationswertung
- 6 Podestplätze, davon 2 Siege:

| Datum            | Ort             | Land        | Disziplin |
| ---------------- | --------------- | ----------- | --------- |
| 13. Jänner 2007  | Donnersbachwald | Österreich  | Slalom    |
| 16. Februar 2007 | Oberjoch        | Deutschland | Slalom    |

### Juniorenweltmeisterschaften
- Tarvis 2002: 3. Kombination, 4. Slalom, 9. Abfahrt, 22. Super-G

### Weitere Erfolge
- Österreichischer Staatsmeister im Slalom 2007 und 2010
- 1 Podestplatz im Nor-Am Cup
- 11 Siege in FIS-Rennen (9× Slalom, 2× Riesenslalom)